# Safe & Sound
Ne doit pas être confondu avec Safe and Sound.
Safe & Sound est une chanson de l'auteure-compositrice-interprète américaine Taylor Swift en featuring avec le duo musical américain Civil Wars pour l'album The Hunger Games: Songs from District 12 and Beyond (en), la bande originale officielle du film Hunger Games de 2012. Swift and the Civil Wars écrivent le morceau avec T-Bone Burnett chez lui en deux heures. Ballade folk clairsemée, Safe & Sound contient des paroles sur l'empathie et la compassion de la protagoniste de Hunger Games, Katniss Everdeen, pour les autres personnages, alors même qu'elle se bat pour survivre dans les Jeux éponymes. Swift chante le chant principal avec un vibrato aigu, et Civil Wars fournit des harmonies vocales.
Big Machine Records sort Safe & Sound en téléchargement via l'iTunes Store le 26 décembre 2011. Un clip, réalisé par Philip Andelman (en) et filmé à Watertown (Tennessee), sort le 13 février 2012. Les critiques musicaux décrivent la production comme obsédante et étrange et louent généralement l'écriture de Safe & Sound, qui remporte le prix de la meilleure chanson écrite pour les médias visuels lors de la 55e cérémonie des Grammy Awards en 2013. La chanson est classée au Canada, en Nouvelle-Zélande, en Australie, au Royaume-Uni et aux États-Unis et reçoit des certifications dans les trois derniers pays.
À la suite du différend de 2019 sur la propriété du catalogue arrière de Swift, elle réenregistre Safe & Sound et la publie sous le nom de Safe & Sound (Taylor's Version) le 17 mars 2023, via Republic Records. Safe & Sound (Taylor's Version) est inclus dans The More Red (Taylor's Version), un EP contenant également d'autres chansons de l'album réenregistré de Swift en 2021 Red (Taylor's Version).

## Contexte
T-Bone Burnett produit The Hunger Games : Songs from District 12 and Beyond (en), la bande originale du film Hunger Games de 2012. Il recrute d'autres artistes pour écrire et enregistrer des chansons pour la bande originale, notamment Taylor Swift et le duo folk Civil Wars. Lors d'un concert à Los Angeles à l'automne 2011, les Civil Wars sont invités chez Burnett ; là, eux et Swift écrivent ensemble Safe & Sound au cours d'une session de deux heures. Swift passe deux jours à lire le livre pour comprendre l'histoire ; la chanson est racontée du point de vue de Katniss Everdeen. Pour Swift, qui a principalement écrit des chansons autobiographiques inspirées de sa vie personnelle, écrire du point de vue d'un personnage fictif est rafraîchissant. Joy Williams de Civil Wars décrit la séance avec Swift et Burnett comme « un moment incroyablement émouvant, organique et productif ».
Le 22 décembre 2011, Swift publie une partie des paroles de la chanson via son compte Twitter et déclare : « Quelque chose qui me passionne depuis [très] longtemps va se produire très bientôt ». Quatre jours plus tard, la chanson sort numériquement sur iTunes Store, via Big Machine Records.

## Composition et paroles
Lionsgate, le producteur de The Hunger Games, souhaite que Burnett créé une musique qui évoque « à quoi ressemblerait la musique des Appalaches dans 300 ans ». À cette fin, Safe & Sound présente une production d'inspiration folklorique, en accord avec le décor de l'histoire dans la région des Appalaches. Billboard la décrit comme une ballade folk, Jason Lipshutz commentant qu'elle évoque une atmosphère mélancolique,. Hannah Mylrea de NME la qualifie d'indie folk et Monica Herrera de Rolling Stone trouve que la production rappelle la country alternative. Dans American Songwriter, Evan Schlansky décrit le morceau comme s'appuyant sur « une mélodie gonflée et construit autour d'une série de notes croissantes ». Swift décrit la production de Burnett comme « une berceuse ». Écrit dans la tonalité de sol majeur, le morceau a un tempo de 72 battements par minute. Il présente Swift au chant principal, chantant avec un vibrato aigu, et Civil Wars au chant d'harmonie,. La production est animée par des guitares acoustiques et des pedal steel guitar. La voix de Swift s'étend de  sol2 à ré4. Avec le recul, les critiques commentent que la production folk de la chanson a jeté les bases du son des albums 2020 de Swift, Folklore et Evermore,.
Les paroles, selon Swift, parlent de l'empathie et de la compassion da la protagoniste de The Hunger Games, Katniss, pour les autres personnages de différentes parties de l'histoire. Elle dit à propos du roman : « Je pensais que ce serait un genre d'action-aventure, mais c'est tellement plus émouvant que ça. Il y a énormément de tristesse. ». Selon le responsable marketing du film, Safe & Sound évoque le moment où Katniss réalise que son alliée et amie Rue a été tuée. La narratrice dit à ses proches de se cacher alors que « la guerre devant notre porte continue de faire rage ». Elle devient protectrice envers ses proches, les suppliant de « garder cette berceuse même lorsque la musique est partie ». Christopher John Farley du Wall Street Journal décrit les paroles comme apaisantes, bien que mêlées d'un courant sous-jacent de douleur et d'effroi. Jonathan Keefe de Slant Magazine suggère que même si le narrateur chante des promesses d'un lendemain meilleur, la chute des instruments dans l'accroche donne l'impression que la narratrice n'y croit pas elle-même.

## Réception critique
Safe & Sound reçoit des critiques positives de la part des critiques, qui saluent sa nature maussade et obsédante comme une rupture avec le catalogue de Swift. Jody Rosen de Rolling Stone attribue à la chanson quatre étoiles sur cinq, la qualifiant de « plus jolie ballade » de Swift. Dans une critique de The Hunger Games : Songs from District 12 and Beyond, Heather Phares d'AllMusic la choisi comme l'un des moments forts de la bande originale, le qualifiant de « morceau le plus crucial ». Idolator fait l'éloge de « la respiration qui semble plus étrange que douce » de Swift, tandis que Jason Lipshutz écrivant pour Billboard félicite « l'hymne non-Swiftien qui embrasse le côté folklorique de la bande originale » et favorise l'apparition d'invités apportée par les Civil Warsl. Écrivant pour Entertainment Weekly, Darren Franich complimente l'atmosphère étrange de la chanson, écrivant qu'« il n'y a aucun sentiment de triomphe ». Il décrit Safe & Sound comme ressemblant « plus à un chant funèbre qu'à un chant de victoire, d'autant plus que la chanson continue avec de légères percussions qui sonnent comme des soldats marchant vers leur perte » Dans Spin, Marc Hogan déclare que malgré une première écoute décevante, il trouve plus tard la voix de Swift « terriblement magnifique ». Passant en revue la bande originale de Slant Magazine, Jonathan Keefe félicite la production de Burnett pour avoir apporté un « vrai sentiment de gravité ». Dans une critique de 2019, Mike Wass d'Idolator écrit : « Avec une production clairsemée et étrange, Safe & Sound est l'un des singles les plus séduisants de Swift. Sa voix haletant n'a jamais été aussi bien utilisée et les paroles menaçantes témoignent d'elle une polyvalence dans l'écriture de chansons. Cela aurait dû être plus grand. ». En juin 2022, Insider classe Safe & Sound comme la meilleure chanson de bande originale de Swift.
Aux Country Music Association Awards 2012, Safe & Sound est nommé pour l'événement musical de l'année. Il remporte également une nomination aux CMT Music Awards pour la collaboration de l'année cette année-là. La chanson est aussi nommée pour la meilleure chanson originale aux 70e Golden Globe en 2013, mais perd contre Skyfall d'Adele. Aux Grammy Awards 2013, Safe & Sound reçoit une nomination pour la meilleure performance country en duo/groupe, mais perd contre Pontoon de Little Big Town et remporte le prix de la meilleure chanson écrite pour les médias visuels.

## Performances commerciales
À sa sortie, Safe & Sound fait ses débuts à son apogée à la 30e place du Billboard Hot 100 américain et à la 19e place du classement Hot Digital Songs avec 136 000 unités numériques vendues la première semaine ; c'est le meilleur début cette semaine-là,. En août 2014, la chanson est certifiée double platine par la Recording Industry Association of America (RIAA). En novembre 2017, la chanson s'est vendue à 1,9 million d'exemplaires aux États-Unis. Au Canada, elle entre dans le Canadian Hot 100 en janvier 2012 et culmine ensuite à la 31e place.
Ailleurs, Safe & Sound atteint les charts de divers pays anglophones. Il culmine à la 67e place du UK Singles Chart et est certifié argent par la British Phonographic Industry (BPI). En Océanie, la chanson atteint la 38e place du ARIA Singles Chart australien et la 11e place du RMNZ Singles Chart de Nouvelle-Zélande. En juillet 2014, il reçoit une certification platine de l'Australian Recording Industry Association (ARIA).

## Clip musical
Le clip de la chanson, réalisé par Philip Andelman, est créé le 13 février 2012 à 7 h 54 HE sur MTV. Certaines parties du clip sont tournées dans un cimetière, y compris une scène de Swift assise au sommet des tombes d'un couple décédé en 1853. La vidéo montre Swift, marchant pieds nus dans une forêt à Watertown (Tennessee), vêtue d'une longue robe blanche. Entre les scènes, The Civil Wars sont vus à l'intérieur d'un cottage assis devant une cheminée pendant qu'ils chantent,. Il contient plusieurs références aux Hunger Games, notamment Swift trouvant une épingle de geai moqueur.

## Performances en direct
Au cours de la partie australienne du Speak Now World Tour, Swift ajoute Safe & Sound à la setlist de la tournée. Elle interprète le morceau alors qu'elle est assise sur un canapé sur scène, vêtu d'une « robe scintillante jusqu'au sol », qui, selon Brittany Cooper de Taste of Country, rappelle légèrement Belle de La Belle et la Bête (1991). Cooper est favorable à la performance, écrivant que « [Swift] prend la chanson avec un air fantaisiste et lui a donné toute la mystique que l'on peut attendre de la ballade obsédante »
Durant le concert du 27 novembre 2023 à Rio de Janeiro lors de The Eras Tour, elle interprète Safe and Sound en tant que chanson surprise à la guitare.

## Safe & Sound(Taylor's Version)
Une version réenregistrée de Safe & Sound, intitulée Safe & Sound (Taylor's Version), est publiée par Swift le 17 mars 2023 via Republic Records. La chanson fait partie du plan de réenregistrement de Swift à la suite du différend sur la propriété des masters de son ancienne discographie. En raison de la séparation définitive de The Civil Wars en 2014, ses membres Joy Williams et John Paul White sont crédités séparément pour leur participation au réenregistrement.

### Personnel
Crédits adaptés de Tidal.
- Taylor Swift – chant, auteure-compositrice, productrice
- Joy Williams - chant, auteur-compositeur
- John Paul White – chant, auteur-compositeur, guitare acoustique
- Christopher Rowe - producteur, ingénieur vocal
- Paul Mirkovich – producteur, producteur exécutif, ingénieur supplémentaire, synthétiseur
- T-Bone Burnett - auteur-compositeur
- Nate Morton – batterie
- Alexander Sasha Krivtsov – guitare basse acoustique
- Max Bernstein – pedal steel guitar
- Derek Garten – mixeur, ingénieur, monteur
- Travis Ference – ingénieur du son, monteur
- Jeff Fitzpatrick – assistant ingénieur du son
- Justin Derrico – ingénieur adjoint
- Randy Merrill – mastering

### Classements
| Chart (2023)                          | Meilleure position |
| ------------------------------------- | ------------------ |
| Canada Digital Song Sales (Billboard) | 8                  |
| New Zealand Hot Singles (RMNZ)        | 14                 |
| Royaume-Uni (UK Singles Chart)        | 16                 |
| UK Singles Sales (OCC)                | 16                 |

### Historique des versions
| Pays   | Date         | Format                    | Étiquette  |
| ------ | ------------ | ------------------------- | ---------- |
| Divers | 17 mars 2023 | Téléchargement, streaming | Republique |